# Guy Raz (Journalist)

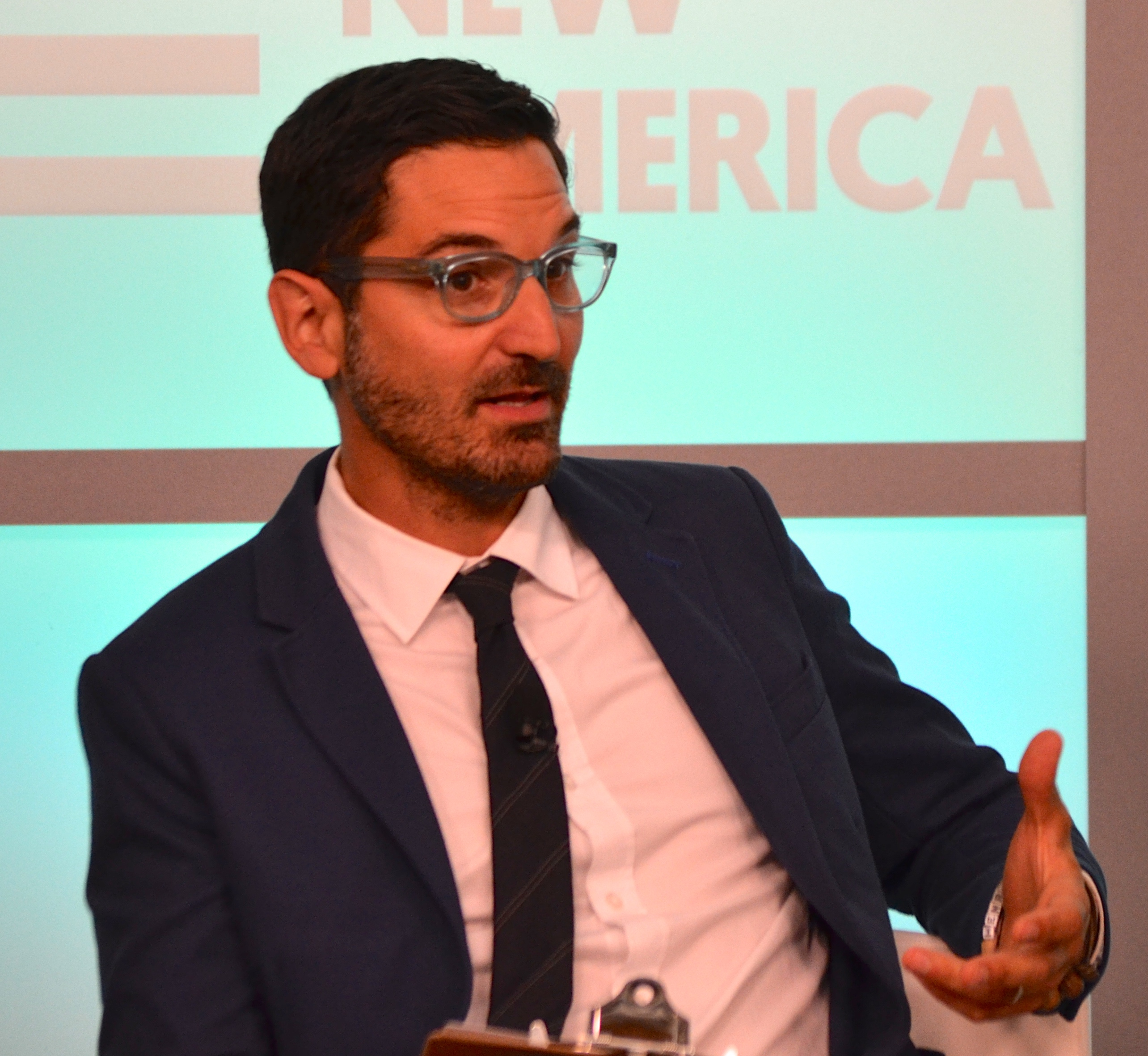
Guy Raz

Guy Raz (* 1975) ist ein US-amerikanischer Hörfunkjournalist und -moderator.

## Leben und Wirken
Raz begann seine journalistische Laufbahn 1997 beim National Public Radio (NPR). Er wirkte zunächst u. a. als Produktionsassistent und Sprecher an der Sendung All Things Considered mit und war Assistent des Nachrichtenanalysten Daniel Schorr. 2000 schickte ihn NPR als Büroleiter nach Berlin. Von dort aus berichtete er in den folgenden sechs Jahren aus mehr als 50 Ländern über sportliche und kulturelle Ereignisse ebenso wie über Konflikte (u. a. in Israel) und Kriege (u. a. im Irak, Afghanistan und Mazedonien).
Nach einem Jahr als Nieman Journalism Fellow an der Harvard University übernahm Raz die Moderation des NPR-Nachrichtenmagazins All Things Considered. Hier berichtete er über Ereignisse wie die Ermordung Osama bin Ladens, das Schulmassaker von Newtown und die Präsidentenwahl 2012. 2013 war er Mitbegründer der TED Radio Hour, die von iTunes als Best New Audio Podcast eingestuft wurde. 2015 folgte die Podcastreihe How I Built This über erfolgreiche Unternehmer und Unternehmen. Mit Mindy Thomas gründete er 2016 die Produktionsgesellschaft Tinkercast, die mit Wow in the World den ersten Podcast für Kinder von NPR produzierte. Er wurde einer der erfolgreichsten Podcasts für Kinder und zweimal mit dem Parent's Choice Gold Award ausgezeichnet.
2018 startete Raz bei Spotify die Reihe The Rewind, die sich mit Musikstars wie David Guetta, Kelly Clarkson und Shawn Mendes beschäftigte. Mit Wisdom From The Top folgte 2019 eine Reihe über die weltweit erfolgreichsten Top-Manager. Bei Beginn der Corona-Pandemie startete er eine Reihe von vierzehntäglichen Live-Videoproduktionen mit Persönlichkeiten aus Wirtschaft, Kultur und Politik unter der Überschrift How I Built This Resilience. Daneben war er auch an einer neuen Linder-Podcastreihe Two Whats and a Wow beteiligt. Insgesamt interviewte und porträtierte Raz bereits etwa 6000 Personen des öffentlichen Lebens, darunter Richard Branson, Sara Blakely, Howard Schultz, Shawn Mendes, Charlie Puth, Marissa Meyer, Melinda Gates, Christopher Hitchens, Condoleezza Rice, Jimmy Carter, Shimon Peres, General David Petraeus, Al Gore, Mark Zuckerberg, Eminem und Taylor Swift. Selbst war er häufiger Gast der The Tonight Show mit Jimmy Fallon und wurde vom The Wall Street Journal, der New York Times, der The Today Show und Forbes porträtiert.
Raz unterrichtete  Journalismus an der Princeton University (als Ferris Professor), der George Washington University (als Shapiro Fellow) und der Georgetown University (als Adjunct Professor). Mit seiner Reportage From Leitkultur to NPD – Reports from Germany gewann er 2001 beim Radio-, TV- und Neue-Medien-Preis den Zweiten Preis in der Kategorie Radiopreise. Weiterhin erhielt er u. a. den Edward R. Murrow Award, den National Headliner Award, den NABJ Award und den Daniel Schorr Journalism Prize und war viermal Finalist beim Livingston Award.